# ドイツ・イデオロギー

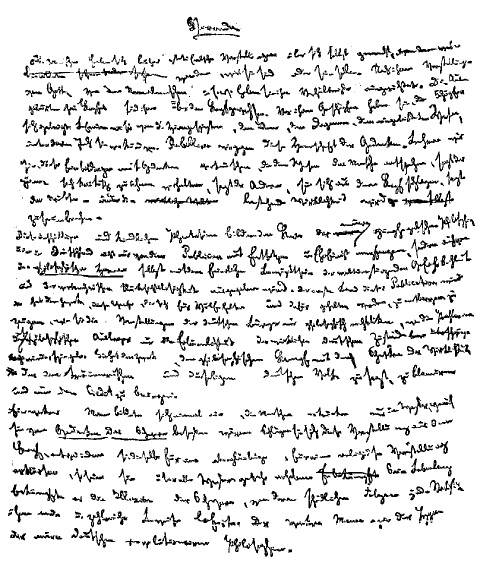
原稿の1ページ目

『ドイツ・イデオロギー』（ドイツ語：Die deutsche Ideologie）は、1845年から1846年にかけて執筆された、カール・マルクスとフリードリヒ・エンゲルスの共著作である（ただし実際の草稿のほとんどはエンゲルスによって執筆されている）。題名のIdeologieとは、ここでは観念論の意味である。青年ヘーゲル派の批判を通じて、唯物論的な歴史観の基礎を明らかにしようとした著作だが、マルクス・エンゲルスの生前は刊行されず、草稿・原稿の集積として終わり、死後に刊行された。

## 成立と公刊の歴史
1845年から1846年にかけて、マルクスとエンゲルスがベルギーのブリュッセルで共同執筆した。書き上げた原稿は出版社から出版を断られたが、執筆を通して自分たちの取り組むべき問題を浮き彫りにするという二人の目的は達せられたため、原稿はマルクスの家の屋根裏に放置された。マルクスは、後にこのことを振り返り、「気前よく原稿をネズミどもがかじって批判するがままにさせておいた」（マルクス『経済学批判』への序言）と自嘲した。この原稿は、マルクスの死後、エンゲルスに引き取られたものの、やはり放置され、エンゲルスもまた没した後にドイツ社会民主党へと渡った。ここで原稿が分散し、ごく一部の原稿を、同党の幹部であったエドゥアルト・ベルンシュタインが発表するにとどまった。〔雑誌「社会主義諸文書」に下記構成の第1巻第3篇　聖マックスの上篇をとびとびに連載〕
ロシア革命後、原稿の複写がソ連政府にわたり、モスクワ「マルクス＝エンゲルス研究所」の機関誌としてダヴィト・リャザーノフが編集した "Marx - Engels Archiv" 第1巻(1926年)により、初めて草稿のほぼ全体が刊行された（リャザーノフ版）〔収録箇所は下記構成の第１巻第1篇のみ〕。
その後、リャザーノフがソ連共産党による粛清をうけると、「マルクス＝エンゲルス＝レーニン研究所」（リャザーノフ粛清後、名称が変更される）は1932年アドラツキー編集による「マルクス＝エンゲルス全集」（"Marx / Engels historisch-kritische Gesamtausgabe" 、いわゆる旧MEGA）第1部第5巻でアドラツキー編集の新版を刊行した（アドラツキー版）。
リャザーノフ版は、文献学的検証がなかったものの、原稿をできるだけそのままに提供する形で刊行された。それに対して、アドラツキー版は、原稿をバラバラにして、自分たちの意図通りの順番に並べ替えるという恣意的な作業を行ったため、事実上偽書に等しい。この編集方針は、1960年代に批判を呼び、その後さまざまな編集方針のもとで、いくつものタイプの『ドイツ・イデオロギー』が刊行されることになり、
- リャザーノフ版（1926年）
- アドラツキー版（1932年）
- バガトゥーリャ版 (ロシア語、1965年)
- ドイツ語新版（ブルシリンスキー監修、1966年）
- 花崎皋平訳・合同新書版（1966年）
- 新MEGA[2]試行版（1972年）
- 廣松渉編訳・河出書房新社版（1974年）
- 服部文男監訳（渋谷正・橋本直樹訳）版（1996年）
- 渋谷正編訳版（1998年）
- 廣松渉編訳・小林昌人補訳・岩波文庫新版（2002年）

などの諸版が存在する。なお草稿はマルクスによって執筆された序文 (Vorrede) を除く全てが、アムステルダム社会史国際研究所（Internationaal Instituut voor Sociale Geschiedenis 、略称IISG）に保管され、序文のみがモスクワ・現代史文書保管研究ロシアセンター（略称RC）に保管されている。

## 構成
第1巻
- 第1篇　フォイエルバッハ
- ライプツィヒ宗教会議
- 第2篇　聖ブルーノ
- 第3篇　聖マックス
- ライプツィヒ宗教会議終結

第2巻
- 真正社会主義
- 第1篇　『ライン年誌』あるいは真正社会主義の哲学
- 第4篇　カール・グリューン『フランスとベルギーにおける社会運動』あるいは真正社会主義の歴史記述
- 第5篇　「ホルシュタイン出身のゲオルク・クールマン博士」あるいは真正社会主義の預言

第2巻で草稿が現存するのは断片的な3つの章のみであり、第2篇、第3篇は紛失したのか、はじめから書かれなかったのか不明である。また第5篇はモーゼス・ヘスの論文をマルクス・エンゲルスが校訂したものであり、2人の著述ではない。
このうち、復元が問題になったのは、「第1篇　フォイエルバッハ」の部分である。とくに執筆のプロセスは研究者の間でも議論百出で一致していない。リャザーノフ版からだいぶ構成が変更されたアドラツキー版は、実は「草稿の改竄に等しい」という事実がゲオルギー・バガトゥーリャ（Г. А. Багатурия）、廣松渉等の研究により明確になった。
「第1篇 フォイエルバッハ」の草稿は全部で25部のボーゲン（別に序文を書いたマルクスの便箋も存在する）からなる。大きな紙を半分に折ると、1枚の紙で4ページ分が作れることになるが、この1枚の紙のことを1つの「ボーゲン」と呼ぶ。すなわち1ボーゲンは4ページ分に相当する。ボーゲンにもそれ自体のボーゲン番号がつけられている。またボーゲン番号とは別にページ番号もふられている。研究者の間ではボーゲンの1・2ページ側を「第1紙葉」、3・4ページ側を「第2紙葉」と呼んでいる（ボーゲンが半分に切れて半面しか残っていないものがあるためである）。
まず「大きい束」（廣松渉）として知られる17個のボーゲンの構成について述べる。内容的な文章の連関から見て次にあげる17個のボーゲンは、途中で文章が切れている部分が2つあり、全体として3つの草稿（ブロック）のかたまりと言うことができる。ちなみにボーゲン番号はエンゲルスの手で、ページづけはマルクスの筆跡でなされている。以下に対照表を載せる。
| ボーゲン | ページ付け                                            |
| -------- | ----------------------------------------------------- |
| ｛6｝    | 8 - 11                                                |
| ｛7｝    | 12 - 15                                               |
| ｛8｝    | 16 - 19                                               |
| ｛9｝    | 20 - 23                                               |
| ｛10}    | a面斜線にて抹殺、b - d面が24 - 26                     |
| ｛11｝   | a - c面が27 - 29、d面はページ付けなし                 |
| ｛20｝   | a面斜線にて抹殺、b - d面が30 - 32                     |
| ｛21｝   | a・b面が33 - 34、c面抹殺、d面が35                     |
| ｛84｝   | 40 - 43                                               |
| ｛85｝   | 44 - 47                                               |
| ｛86｝   | 48 - 51                                               |
| ｛87｝   | 52 - 55                                               |
| ｛88｝   | 56 - 59                                               |
| ｛89｝   | 60 - 63                                               |
| ｛90｝   | 64 - 67                                               |
| ｛91｝   | 68 - 71                                               |
| ｛92｝   | a面が72、b面は文章が続くがページ付け無し、第2紙葉紛失 |

まず注意すべき点として、エンゲルスの手によるボーゲン番号が｛11｝から｛20｝に飛んでいるのだが、マルクスの手によるページ付けは29から30ページに続いていることである。ここからわかるのは『ドイツ・イデオロギー』の草稿はまずエンゲルスが草稿を提示し、そこからマルクスが編集を行なったということである。実際、『ドイツ・イデオロギー』草稿の大部分はエンゲルスによって執筆されている。したがって｛11｝から｛20｝へのボーゲン番号の欠落は、編集の作業の過程であり、厳密な意味で草稿の紛失であるとは言えない。
またマルクスのページ付けを見ると以下の2点の問題点が考えられる。
1. 最初の1 - 7ページが存在せず、8ページから始まっている。
2. 36 - 39ページが存在していない。

上記17個の「大きい束」とは別に「小さい束」（廣松渉）と呼ばれる8つのボーゲンがこれとは別に存在する。つまり「1 フォイエルバッハ」の草稿は17個のボーゲン（大きい束）と8個のボーゲン（小さい束）から成っている。この8個のボーゲンをどこのページにはめるかという点が『ドイツ・イデオロギー』の編集問題の根本的な争点になっている。
「小さい束」を構成する8つのボーゲンは以下の通りである。
| ボーゲン | ページ付け                                                    |
| -------- | ------------------------------------------------------------- |
| ｛1｝    | B：章の冒頭部分（第1紙葉ab面のみの半ボーゲン）                |
| ｛2｝    | B：｛1｝の異稿                                                |
| ｛1?｝   | ｛1｝｛2｝の異稿、ボーゲン番号無し                            |
| ｛2?｝   | ｛1｝｛2｝の異稿、ボーゲン番号無し                            |
| ｛3｝    | E：一続きの文。｛1｝｛2｝とも｛5｝とも繋がらない。            |
| ｛4｝    | B：｛3｝からの一続きの文。｛1｝｛2｝とも｛5｝とも繋がらない。 |
| ｛5｝    | B：独立の文章。内容から判断して11 - 16ページの異稿か？        |
| ｛?｝    | 半ボーゲン。1962年発見。｛1｝の残り半ボーゲンと推測される。   |

｛1｝｛2｝と｛1?｝｛2?｝は、内容から判断して冒頭の異稿、つまり上記の17個のボーゲンの欠損部分1 - 7ページの下書きであると推測されている。この点については研究者の間でも意見の一致を見られる。
議論が多いのは｛3｝｛4｝の草稿である。このボーゲンにはマルクスのページ付けがされていない。また｛3｝というボーゲン番号はエンゲルスによってつけられているが｛4｝の番号を書いたのはベルンシュタインである。ただしこれらの内容は一続きなので｛3｝｛4｝がひとくくりの文章のかたまりだということは問題がない。ただ8 - 72ページの中のどこに配置するかという問題が残り、この点に関して研究者の間で意見の相違が見られる。
廣松渉はこの｛3｝｛4｝が内容から判断して、これが欠損する36 - 39ページの下書きだったと考えた。2002年に出版された岩波文庫の新編輯版『ドイツ・イデオロギー』ではその草稿の配列になっている。しかし1998年の新日本出版社の渋谷正版では｛1｝｛2｝の次に｛3｝｛4｝を配置する編集になっている。
｛5｝の草稿については内容から判断して11 - 16ページの異稿という説もあるが、これは各版により、配置位置は異なっている。
｛?｝（2002年岩波文庫新版では[ア]と表記）と表記した半ボーゲンについては、｛1｝の第2紙葉とする説がある。しかし草稿の文字が単語の途中から始まっているため、これにも異説が存在する。具体的に言うと“milie”という語から始まっており、多くの研究者はこれを "Familie" （家族）という語の一部であると推測している。この家族は『聖家族』のことかもしれないが、この草稿だけではにわかに判断し難い。参考のために、2002年・廣松渉編訳、小林昌人の補訳版の編集をあげる。ただしこれはあくまで2002年岩波文庫新版の編集方針であり、これが正しいかどうかは研究者の間で一致を見てはいない。
| ボーゲン | ページ付け                                            |
| -------- | ----------------------------------------------------- |
| ｛1｝    | （冒頭部分）                                          |
| ｛2｝    | （冒頭部分の異稿？）                                  |
| ｛5｝    | （11 - 16ページの異稿？）                             |
| ｛6｝    | 8 - 11                                                |
| ｛7｝    | 12 - 15                                               |
| ｛8｝    | 16 - 19                                               |
| ｛9｝    | 20 - 23                                               |
| ｛10｝   | a面斜線にて抹殺、b - d面が24 - 26                     |
| ｛11｝   | a - c面が27 - 29、d面はページ付けなし                 |
| ｛20｝   | a面斜線にて抹殺、b - d面が30 - 32                     |
| ｛21｝   | a・b面が33 - 34、c面抹殺、d面が35                     |
| ｛3｝    | （36 - 39ページの下書き？）                           |
| ｛4｝    | （36 - 39ページの下書き？）                           |
| ｛84｝   | 40 - 43                                               |
| ｛85｝   | 44 - 47                                               |
| ｛86｝   | 48 - 51                                               |
| ｛87｝   | 52 - 55                                               |
| ｛88｝   | 56 - 59                                               |
| ｛89｝   | 60 - 63                                               |
| ｛90｝   | 64 - 67                                               |
| ｛91｝   | 68 - 71                                               |
| ｛92｝   | a面が72、b面は文章が続くがページ付け無し、第2紙葉紛失 |
| ｛?｝    | （冒頭部分の異稿？）                                  |

なおボーゲンの判形（Format）は次の4種類である。
- A. 198×313mm（｛89｝ - ｛92｝）
- B. 198×315mm（｛1?｝、｛2?｝、｛2｝、｛6｝ - ｛10｝）
- C. 199×319mm（｛1｝、｛3｝ - ｛5｝、｛11｝、｛20｝、｛21｝）
- D. 216×345mm（｛84｝ - ｛88｝）

マルクスの「序文」の判形は、渋谷正氏が現代史文書保管・研究ロシアセンターのリュドミラ・ヴァシーナに照会して受けた報告によれば「198×318mm」である。

## この著作の背景
当時、ドイツでは強権的なプロイセン政権が支配しており、革命運動は、フランスのように現実の政治経済闘争のスタイルとして現れることができなかった。そのため、「脳内革命」ともいうべき、哲学の分野で表現されることになった。これを準備したのが、ヘーゲル哲学である。そして、この学派の解体とともに、革命的な分子は「青年ヘーゲル派」（ヘーゲル左派）となり、聖書の「虚偽」を暴くなど、宗教に対する哲学的闘争を展開した。また、ルートヴィヒ・フォイエルバッハのように唯物論へ進む者も現れた。マルクスとエンゲルスも、この一派に一時期属した。
しかし、マルクスとエンゲルスは、こうした哲学における闘争では限界があることを感じ、やがてこの一派から離れて、現実の政治・経済の変革に進む共産主義思想へと変化した。青年ヘーゲル派を批判することを目指して、この著作の執筆に取り掛かった。主な批判の対象は、フォイエルバッハ、ブルーノ・バウアー、マックス・シュティルナーである。上記の構成はまさに、この三人の批判に向けられている。なお、「聖ブルーノ」「聖マックス」というように「聖」と冠されているのは、中世の宗教会議に擬して皮肉たっぷりに批判を行う意図からである。また、第二巻では、当時ドイツで広がっていた社会主義思想の一派「真正社会主義」の批判をも企図していた。
このように「観念における闘争が現実の闘争だと思い込んだ、転倒した意識」を揶揄して、マルクスとエンゲルスは、「イデオロギー」と呼んだ（マルクス主義ではその後、観念形態一般を「イデオロギー」と呼ぶようになったが、ここでの使用法とは区別されている）。

## この著作で明らかにされたもの
この著作の意義は、唯物史観の基礎を作り出したことである。「土台」（生産諸関係）と「上部構造」（国家やさまざまな意識の形態）という概念が登場し、さまざまな箇所でこの両者の関係を、さまざまな角度から浮き彫りにしている。
たとえば、「これまでのすべての歴史的段階に存在した、生産諸力によって条件づけられ、またそれを再び条件付ける交通形態は、市民社会」であり、「すでにここで明らかになるのは、この市民社会があらゆる歴史の本当のかまどであり、舞台であるということ、また現実的諸関係を無視し、大げさな政治劇に限定されたこれまでの歴史観がいかに馬鹿げたことなのかということだ」という叙述に見られるように、「生産諸関係や市民社会が歴史段階を規程する」という命題がここにはある。マルクスとエンゲルスは、青年ヘーゲル派の見解は言うに及ばず、上部構造のさまざまな現象に囚われる見解をここで批判している。
また、「社会における支配的思想とは何か」の解明も本書の意義の一つである。「支配的階級の諸思想は、どの時代でも、支配的諸思想である。すなわち、社会の支配的な物質的力である階級は、同時にその社会の支配的な精神的力である」。このような支配階級の支配的思想は、剥き出しの立場を出さずに、必ず価値中立形態をとる。そのため、それを暴くためには、特別な闘争が必要である。そして、こうした解明によって、『ドイツ・イデオロギー』は、シュティルナーやバウアーの思想が実際には何者かの代弁をしているに過ぎないことを暴露しようとしたのである。
そして、分業の発展の伴うマニュファクチュアと大工業の発生の過程とそれらが社会体制に与えた影響について分析している。とりわけ、「大工業がいかなる文明国をも、またそこに住むいかなる個人をも、自らの欲望を充足するうえで全世界に依存させるようにさせ、個々の国民の旧来の自然発生的な排他性を根絶したこと、この点において、大工業は初めて世界史を生み出した。」（この箇所でエンゲルスが「大工業は普遍的競争によって、すべての個人に全精力を振り絞るよう強制した。大工業は、イデオロギー、宗教、道徳等をできるだけ根絶し、それができない場合でも、それらをまやかし物にした。」という書き込みがされている）ことや大工業が自然科学を資本に従属させた点を指摘する。
あるいは、「階級はどのように形成されるか」「個人での意識や活動がどうやって革命に結びついていくのか」「革命とともに支配的思想は変化する」ことなどが次々に解明されている。その後、マルクスは、まさに「市民社会」を解明するために経済学の研究に没頭し、史的唯物論に言及することはほとんどなかった。それゆえ、マルクス自身が自由奔放に語った史的唯物論の諸命題としては、後の時代に見られない貴重なものが登場している。

## マルクスの個人史からみた本作の限界
その後、マルクスは、自分の共産主義的見解を次々に発展させていっており、『ドイツ・イデオロギー』で書かれた命題でも、かなりの部分はその概念を更新させたり、廃棄したりしている。たとえば、生産のなかで人間が結ぶ社会関係を、マルクスとエンゲルスは、この著作では「交通形態」と呼んでいるが、以後の著作ではほとんど登場しなくなる。
あるいは、社会発展の基礎を「分業」にみており、共産主義はこの分業の克服と全体的人間の回復だと考えているが、こうした共産主義革命論は、『資本論』では採用されていない。また、社会発展史についても「部族所有」「古代的な共同体・国家所有」「封建的所有」などという区分にとどまっており、生産関係ではなくその法的な表現である「所有」にのみ注目するものとなっており、その内容も、後の解明と比べて貧弱である。
なお、マルクスは、『ドイツ・イデオロギー』執筆から13年経ったときに出版した『経済学批判』の「序言」のなかで、自分のブリュッセル時代の研究に結論を得たと書いている。